# Filip Arnošt Kinský
Filip Arnošt hrabě Kinský z Vchynic a Tetova (německy Philipp Ernst Graf Kinsky von Wchinitz und Tettau; 31. května 1861 Sloup v Čechách – 8. dubna 1939 Morkovice) byl český šlechtic a moravský politik z rodu Kinských. 

## Život

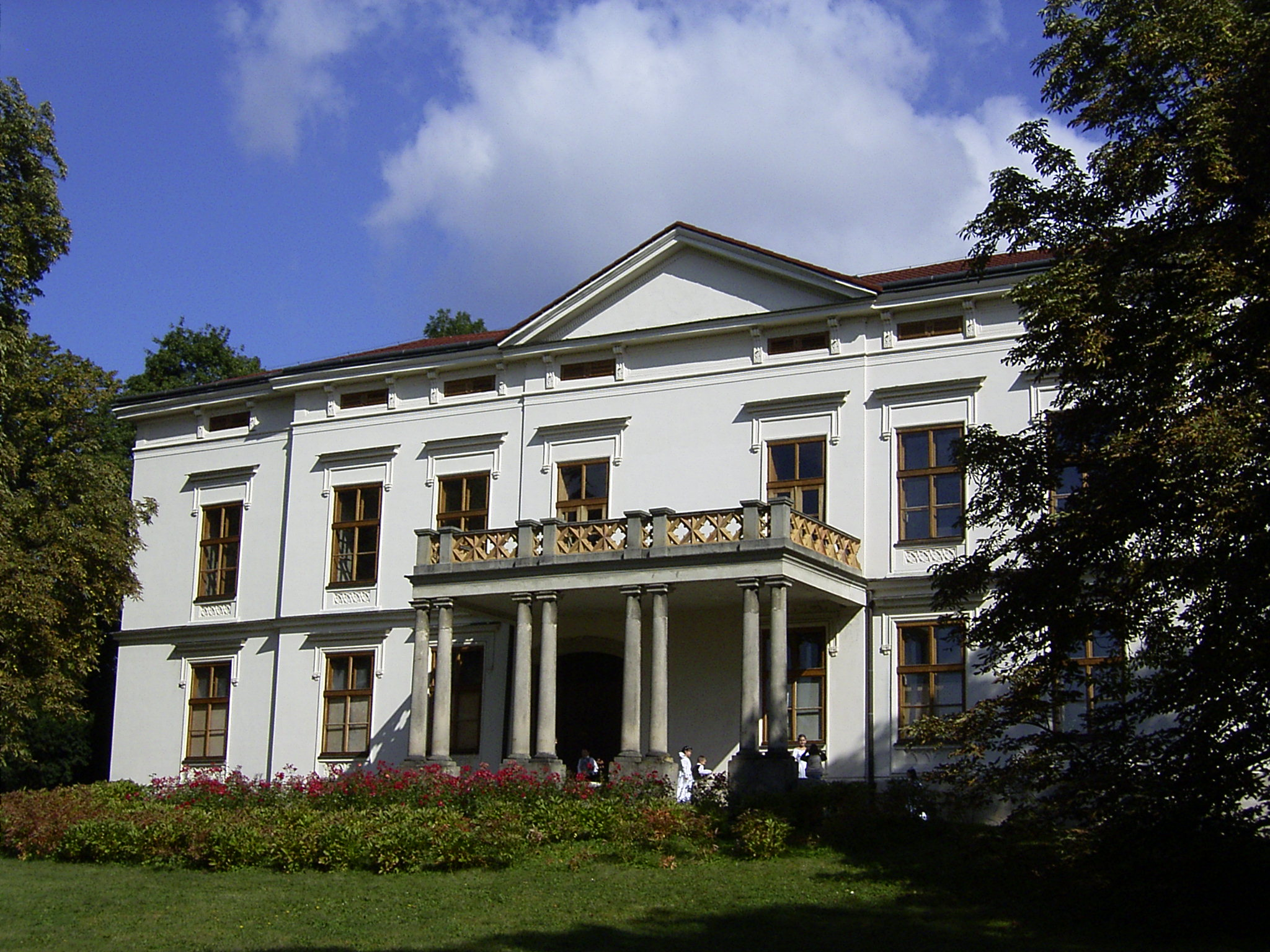
Zámek Lešná

Narodil se na zámku Sloup u České Lípy jako čtvrtý a nejmladší potomek hraběte Augusta Leopolda Kinského (1817–1891) z vedlejší linie chlumecké větve Kinských a jeho manželky Frederiky (1829–1895) z hraběcího rodu Dubských z Třebomyslic. Měl dvě starší sestry a bratra Augusta (1849–1941), majitele Sloupu. 
Z otcova dědictví převzal Filip v roce 1891 do své správy velkostatek Lešná u Valašského Meziříčí a na zdejším zámku trvale pobýval. Zámecký park v Lešné přeměnil na vysoce ceněné arboretum, dobré hospodaření mu v roce 1911 umožnilo přikoupit ještě velkostatek Morkovice u Kroměříže. V roce 1885 se oženil se svou sestřenicí, hraběnkou Marií Dubskou z Třebomyslic (1864–1926), s níž měl syna Bedřicha (1885–1956) a dceru Terezii (1888–1955), provdanou za hraběte Karla Spiegelfelda.

### Veřejná činnost
Původně sloužil v armádě, kterou opustil v hodnosti rytmistra, v roce 1886 získal čestnou hodnost c. k. komořího, později obdržel záslužný Řád Františka Josefa. V letech 1894–1918 byl poslancem Moravského zemského sněmu za velkostatkářskou kurii. Z jednacích protokolů vyplývá, že za dobu bezmála čtvrt století měl minimální absenci, jako politik a řečník ale vystupoval jen zřídka. Jako zpravodaj a člen několika výborů Moravského zemského sněmu se dlouhodobě věnoval problematice obecních poplatků, od roku 1913 byl prvním místopředsedou velkostatkářské kurie.
Aktivně se věnoval charitě v Lešné, kde byl několik let starostou, získal zde i čestné občanství, stejně jako v několika okolních obcích. Po roce 1918 se z Lešné odstěhoval a dobu první republiky strávil v soukromí na zámku v Morkovicích, kde také zemřel. Pohřben je na rodovém pohřebišti Kinských v Lešné u kostela sv. Michaela Archanděla.